# Kohei Kurata
Kohei Kurata (født 22. september 1990) er en japansk fodboldspiller.
Han har spillet for flere forskellige klubber i sin karriere, herunder Matsumoto Yamaga FC og Azul Claro Numazu.